# Niederbachheim

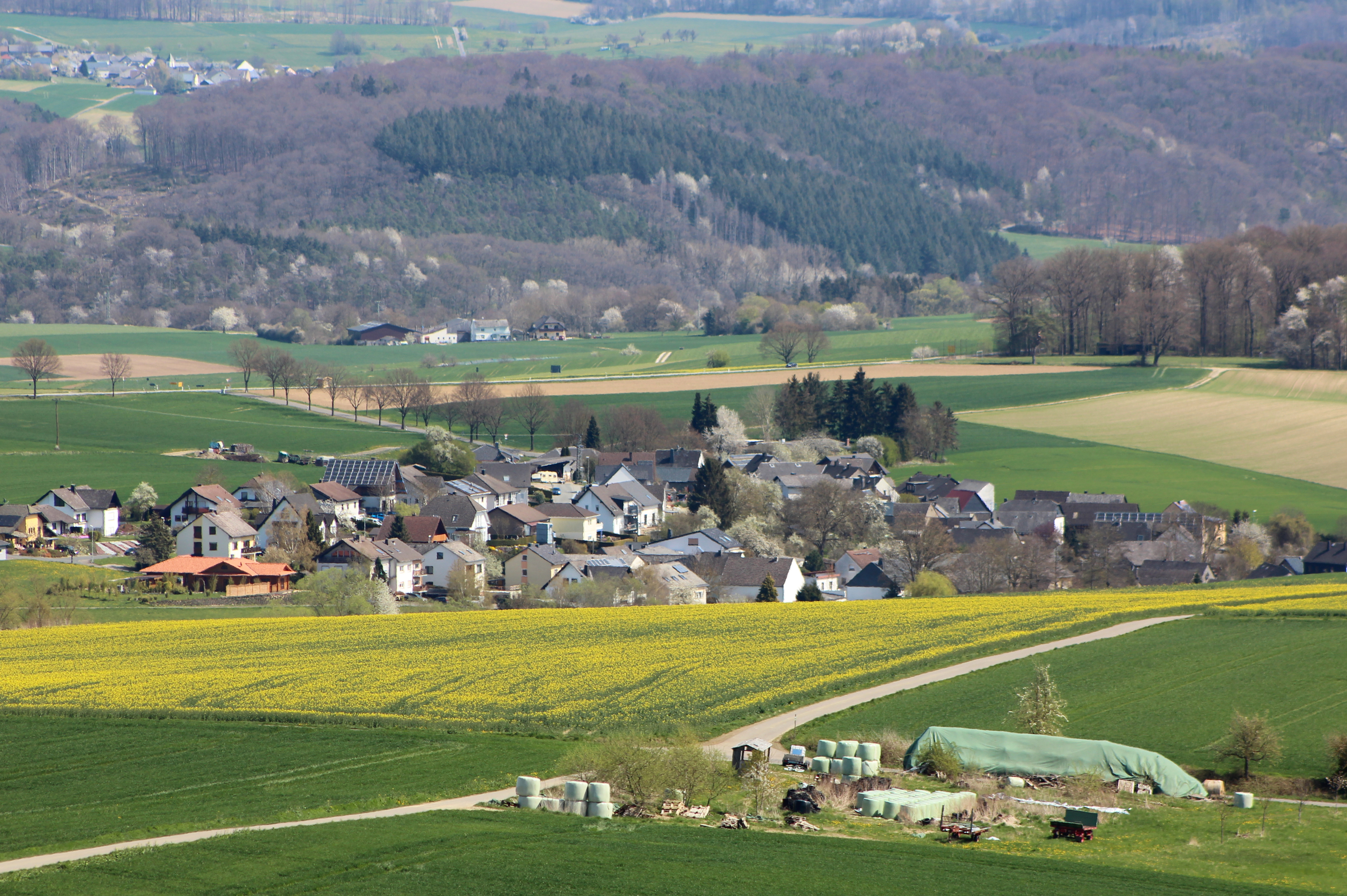
Ansicht von Niederbachheim

Niederbachheim ist eine Ortsgemeinde im Rhein-Lahn-Kreis in Rheinland-Pfalz. Sie gehört der Verbandsgemeinde Nastätten an.

## Lage
Niederbachheim liegt im Taunus im sogenannten Blauen Ländchen, eine Region rund um die kleine Stadt Nastätten unweit der Landesstraße 335. Nachbarorte sind Oberbachheim im Westen (1 km), Kehlbach und Dessighofen im Norden (1 km), Geisig im Nordosten (2 km), Marienfels im Südosten (3 km) und Gemmerich im Süden (2 km).

## Geschichte
Niederbachheim war wohl bereits in fränkischer Zeit besiedelt. Erstmals urkundlich erwähnt wurde der Ort im Jahre 1145 als Bacheim als ein Gut des Klosters Schönau, wobei anzunehmen ist, dass dieses Gut in Niederbachheim stand. Zunächst gehörte der Ort zum Einrichgau im Besitz des Grafen von Arnstein. Später ging es an die Herren von Isenburg und 1160 an die Grafen von Nassau und die Grafen von Katzenelnbogen. Niederbachheim gehörte zum Zweiherrischen, einem Kondominium, das heißt, es wurde von den zwei oben genannten Herrschern regiert, die sich in Regierungsfragen einig sein mussten, um eine Entscheidung zu treffen.
Die Mühle in Bachheim, die an die Abtei Eberbach im Rheingau 1245 Geldzins zu zahlen hatte, stand in oder in unmittelbarer Nähe von Niederbachheim. 1357 wurde die Kapelle in Niederbachheim als selbständige Pfarrkirche von Marienfels getrennt.
Niederbachheim und der Nachbarort Oberbachheim wurden dann urkundlich erstmals 1361 durch den Zusatz Ober und Nieder unterschieden.
Nach dem Aussterben der Grafen von Katzenelnbogen 1479 ging deren Teil an die Landgrafen von Hessen (diese hatten also ein Mitspracherecht).
Die Reformation wurde 1541 eingeführt.
Pest und Krieg waren dafür verantwortlich, dass Niederbachheim im Jahr 1637 abbrannte und 1648 noch leer stand, bevor es wiederbesiedelt wurde.
Das Zweiherrische wurde 1803 aufgelöst. 1806 gelangte Niederbachheim zum neugegründeten Herzogtum Nassau. Dort gehörte es zum Amt Braubach.
Infolge des Deutschen Krieges 1866 wurden Nassau und Niederbachheim von Preußen annektiert.
Nach dem Ende des Ersten Weltkrieges gehörte es bis 1929 der französischen Besatzungszone an.
Am 27. März 1945 wurde Niederbachheim von US-Truppen eingenommen.

## Politik

### Gemeinderat
Der Gemeinderat in Niederbachheim besteht aus sechs Ratsmitgliedern, die bei der Kommunalwahl am 9. Juni 2024 in einer Mehrheitswahl gewählt wurden, und dem ehrenamtlichen Ortsbürgermeister als Vorsitzendem.

### Bürgermeister
Ortsbürgermeister von Niederbachheim ist Volker Palm. Bei der Direktwahl am 26. Mai 2019 wurde er mit einem Stimmenanteil von 91,19 % und am 9. Juni 2024 als einziger Bewerber mit 90,0 % jeweils für fünf Jahre wiedergewählt.